# Ferdinand Eisenstein

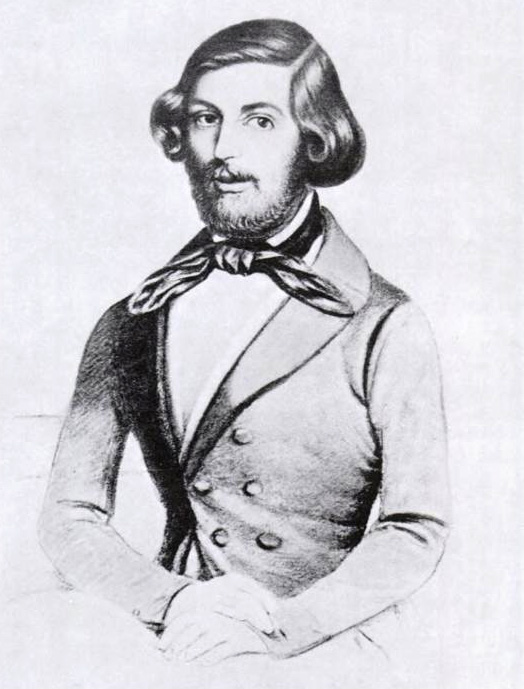
Ferdinand Eisenstein

Ferdinand Gotthold Max Eisenstein (Berlijn, 16 april 1823 – aldaar, 11 oktober 1852) was een Duitse wiskundige, die zich voornamelijk bezighield met de getaltheorie en elliptische functies. Net als Galois en Abel voor hem stierf hij voor z'n 30e.

## Leven en werk
Vanaf jonge leeftijd toonde Eisenstein een groot talent voor wiskunde en muziek. Als jong kind had hij al piano leren spelen en hij bleef zijn hele leven spelen en componeren. Hij had een zeer zwakke gezondheid. Als kind had hij een hersenvliesontsteking, dezelfde ziekte waar alle vijf zijn broers en zusters aan overleden. In 1837 ging hij, inmiddels veertien jaar oud, naar het Friedrich Wilhelm Gymnasium in Berlijn, en kort daarna naar het Friedrich Werder Gymnasium in Berlijn. Zijn leraren onderkenden zijn wiskundige talenten; op zijn vijftiende kende hij reeds alle wiskunde die op het gymnasium werd gedoceerd. Daarna begon hij op eigen gelegenheid met de studie van differentiaalrekening en de werken van Euler en Lagrange.
Op zijn 17de, terwijl hij nog op school zat, was hij toehoorder bij de colleges van Johann Dirichlet en andere docenten aan de Universiteit van Berlijn. In 1842, vlak voor zijn eindexamen, reisde hij met zijn moeder naar Engeland, waar ze zijn vader bezochten, die in het Verenigd Koninkrijk op zoek was naar een beter leven. In 1843 ontmoette hij Hamilton in Dublin, die hem zijn boek gaf over het bewijs van Niels Henrik Abel over de onmogelijkheid om vijfdegraadsvergelijkingen op te lossen. Dit werk stimuleerde Eisensteins interesse in het wiskundig onderzoek.
In 1843 keerde hij terug naar Berlijn, waar hij zijn eindexamen aflegde en in de herfst zijn studie wiskunde aan de Universiteit van Berlijn aanving. Reeds in januari 1844 presenteerde hij zijn eerste werk, over derdegraadsvergelijkingen in twee variabelen, aan de Berlijnse Academie. Hetzelfde jaar ontmoette hij voor de eerste keer Alexander von Humboldt, die zijn beschermheer zou worden. Humboldt slaagde erin met studiebeurzen van de koning, de regering van Pruisen en van de Berlijnse Academie Eisenstein zo veel mogelijk af te schermen van zijn grote armoede. Het geld, dat altijd arriveerde, en dat blijkbaar niet van harte werd gegeven, bezwaarde Eisenstein, maar het is een feit dat hij waar voor zijn geld leverde; alleen al in 1844 publiceerde hij in Crelle's Journal 23 artikelen en twee problemen (meer dan helft van het totaal aantal dat jaar).
In juni 1844 bezocht hij Carl Friedrich Gauss in Göttingen. In 1845 kreeg hij op aanbeveling van Kummer een eredoctoraat van de Universiteit van Breslau. Jacobi moedigde hem ook aan, maar de relatie tussen de twee wiskundigen bekoelde toen Eisenstein in een van zijn artikelen de prioriteit van Jacobi niet expliciet erkende. Na in 1847 gehabilitiert te hebben aan de Universiteit van Berlijn, begon hij daar als privaatdocent les te geven. Een van zijn studenten was Bernhard Riemann, die zijn colleges over elliptische functies bijwoonde.
In 1844 publiceerde hij verder twee bewijzen van de wet van de kwadratische reciprociteit, en analoge wetten voor derdegraadsreciprociteit en vierdegraads (bikwadratische) reciprociteit.
Vier jaar later in 1848 zat hij een dag gevangen vanwege zijn rol bij de revolutie van 1848 in Berlijn. Eisenstein had altijd al republikeinse sympathieën gehad, en hoewel hij niet actief deelnam aan de revolutie van 1848, werd hij op 19 maart van dat jaar gearresteerd. Ondanks dat hij de volgende dag alweer werd vrijgelaten, was de harde behandeling in de gevangenis niet bevorderlijk voor zijn nog delicate gezondheid. Erger was dat zijn associatie met de Republikeinse zaak er toe leidde dat zijn stipendia werden ingetrokken, ondanks Humboldts verwoede pogingen dit te voorkomen.
Ondanks zijn slechte gezondheid bleef Eisenstein het ene na het andere artikel schrijven over kwadratische partities van de priemgetallen en de wetten van de reciprociteit. Op instigatie van Gauss werd hij 1851 in de Academie van Göttingen en één jaar later, dit keer op aanbeveling van Dirichlet werd hij gekozen in de Pruisische Academie van Wetenschappen.
Hij stierf op 29-jarige leeftijd aan tuberculose. Humboldt, die toen 83 jaar oud was, begeleidde hem naar het kerkhof. Hij had net te laat geld aangeboord om Eisenstein op vakantie naar Sicilië te sturen.
Van Gauss wordt gezegd dat hij de volgende uitspraak heeft gedaan "Er zijn slechts drie wiskundigen geweest die hun eigen tijdperk maakten: Archimedes, Newton, en Eisenstein". Gauss' keuze voor Eisenstein, die gespecialiseerd was in getaltheorie en analyse, mag aan de ene kant verbazingwekkend zijn, maar heeft waarschijnlijk te maken met het feit dat Eisenstein erin slaagde een aantal resultaten te bereiken, waar Gauss zelf niet in geslaagd was, zoals zijn stelling over de bikwadratische reciprociteit.